# Каракулинський район
Кара́кулинський район (удм. Каракулино ёрос) — муніципальний округ в складі Удмуртської Республіки Росії. Адміністративний центр — село Каракулино.

## Географія
Округ розташований на південному сході республіки.

## Історія
Каракулинський район був утворений у жовтні 1923 року як експериментальний, однак 1924 року ліквідований. Заново Каракулинський район утворений 4 листопада 1926 року у складі Уральської області, він мав площу 719,7 кв.верст, населення 27 165 осіб. В кінці 1931 року він був ліквідований і приєднаний до Сарапульського району. В лютому 1935 року район був відновлений, він складався з 70 населених пунктів, об'єднаних у 15 сільрад: Каракулинська, Марагінська, Ломовинська, Новоселовська, Колесниковська, Чегандинська, Ниргиндинська, Новопоселенновська, Кулюшевська, Грем'ячеська, Усть-Саклинська, Шумшорська, Черновська, Арзамасцевська, Вятська.
22 жовтня 1937 року район переданий до складу Удмуртської АРСР. Станом на 1941 рік населення району становило 23 622 особи в 67 населених пунктах. В роки Другої світової війни на фронт відправлено 30 % всього чоловічого населення, 75 % з яких загинули. 1941 року в райцентрі відкрито дитячий будинок для евакуйованих дітей, яким керував Певзнер Самуїл Маркович. В період 1950–1959 років відбулось укрупнення сільрад і з 15 колишніх утворено 7. В період із січня 1963 по 12 січня 1965 роки район був знову об'єднаний із Сарапульським районом. Станом на 1965 рік в межах району виділялись такі сільради: Каракулинська, Чегандинська, Ниргиндинська, Арзамасцевська, В'ятська, Галановська, Велико-Калмашинська.
2021 року Каракулинський район був перетворений у муніципальний округ зі збереженням старої назви, при цьому були ліквідовані усі сільські поселення:
| Поселення                           | Площа, км² | Населення, осіб (2002) | Населення, осіб (2010) | Населення, осіб (2019) | Центр        | Населені пункти |
| ----------------------------------- | ---------- | ---------------------- | ---------------------- | ---------------------- | ------------ | --------------- |
| Арзамасцевське сільське поселення   | 112,60     | 1062                   | 882                    | 708                    | Арзамасцево  | 5               |
| Биргиндинське сільське поселення    | 67,89      | 809                    | 737                    | 695                    | Биргинда     | 2               |
| Боярське сільське поселення         | 88,24      | 640                    | 516                    | 411                    | Боярка       | 2               |
| Вятське сільське поселення          | 100,02     | 583                    | 468                    | 370                    | Вятське      | 1               |
| Галановське сільське поселення      | 102,75     | 865                    | 689                    | 548                    | Галаново     | 2               |
| Каракулинське сільське поселення    | 197,17     | 5193                   | 4875                   | 4331                   | Каракулино   | 6               |
| Колесниковське сільське поселення   | 77,92      | 492                    | 405                    | 339                    | Колесниково  | 1               |
| Кулюшевське сільське поселення      | 86,79      | 899                    | 788                    | 678                    | Кулюшево     | 3               |
| Малокалмашинське сільське поселення | 94,60      | 894                    | 749                    | 593                    | Малі Калмаші | 2               |
| Ниргиндинське сільське поселення    | 90,79      | 802                    | 801                    | 719                    | Ниргинда     | 3               |
| Пінязьке сільське поселення         | 76,68      | 842                    | 695                    | 564                    | Пінязь       | 3               |
| Чегандинське сільське поселення     | 97,11      | 754                    | 625                    | 494                    | Чеганда      | 2               |

## Населення
Населення округу становить 10450 осіб (2019, 12230 у 2010, 13835 у 2002).
У національному складі 75,2 % — росіяни, 17,3 % — марійці, 4,3 % — удмурти, 3,8 % — татари.

## Населені пункти
| №  | Населений пункт | Населення, осіб (2002) | Населення, осіб (2010) |
| -- | --------------- | ---------------------- | ---------------------- |
| 1  | Арзамасцево     | 870                    | 787                    |
| 2  | Биргинда        | 663                    | 618                    |
| 3  | Боярка          | 509                    | 420                    |
| 4  | Вятське         | 583                    | 468                    |
| 5  | Галаново        | 700                    | 559                    |
| 6  | Грем'ячево      | 138                    | 103                    |
| 7  | Дубровка        | 66                     | 40                     |
| 8  | Єндовка         | 126                    | 86                     |
| 9  | Зуєві Ключі     | 32                     | 44                     |
| 10 | Каракулино      | 5109                   | 4814                   |
| 11 | Клестово        | 2                      | 1                      |
| 12 | Колесниково     | 492                    | 405                    |
| 13 | Котово          | 257                    | 212                    |
| 14 | Кудекса         | 12                     | 4                      |
| 15 | Кулюшево        | 398                    | 324                    |
| 16 | Кухтіно         | 131                    | 96                     |
| 17 | Малі Калмаші    | 850                    | 733                    |
| 18 | Марагіно        | 1                      | 1                      |
| 19 | Ниргинда        | 704                    | 717                    |
| 20 | Новопоселенне   | 146                    | 119                    |
| 21 | Первомайськ     | 4                      | 2                      |
| 22 | Пінязь          | 326                    | 288                    |
| 23 | Поповка         | 44                     | 16                     |
| 24 | Ромашкино       | 50                     | 40                     |
| 25 | Суханово        | 53                     | 4                      |
| 26 | Сухарево        | 165                    | 130                    |
| 27 | Усть-Більськ    | 18                     | 29                     |
| 28 | Усть-Сакла      | 363                    | 361                    |
| 29 | Чеганда         | 736                    | 596                    |
| 30 | Черново         | 259                    | 195                    |
| 31 | Шумшори         | 1                      | 1                      |
| 32 | Юньга           | 27                     | 17                     |

## Господарство
Основу економіки округу складають нафтовидобувні підприємства (99 %), які видобувають 22 % всієї нафти республіки.